# Los Hijos de la Cámara
Los Hijos de la Cámara son un grupo de seres superhumanos ficticios con nombres clave en español. Son un equipo de supervillanos que se oponen a los X-Men. Sus motivos para atacar a los seres humanos y los mutantes no están del todo claro a pesar de que se sabía que tenían resentimiento hacia Dientes de Sable. Un motivo sería que creen que son la especie legítima para heredar el planeta pero primero tienen que acabar con todos los demás.
No son mutantes, pero evolucionaron a partir de un genoma humano básico durante un periodo de tiempo de 6000 años. Su sociedad creció en la bodega de un barco en el que se utilizó la tecnología de aceleración temporal para evolucionar individuos en seres con superpoderes, de manera similar a las creaciones del Programa Arma Plus. Debido a la deriva genética, son una especie separada de los seres humanos básicos o de los mutantes.

## Biografía ficticia del equipo

### Supernovas
Aparecen cinco seres con superpoderes que pretendían destruir a mutantes y humanos y cazar a Dientes de Sable. En uno de los intentos destruyen casualmente la ciudad de Nogales, México y los manipulados supervivientes y los medios de comunicación pensaron que los X-Men estaban involucrados. Creed fue emboscado por Aguja y Fuego pero por desgracia fue atacado muy imprudentemente, lo que le permitió escapar e irse con los X-Men. Los Hijos de la Cámara mataron a todos los miembros de la instalación de S.H.I.E.L.D. donde Northstar y Aurora estaban cautivos y se los llevaron con el fin de matar a Dientes de Sable. Las imágenes de los X-Men fueron manipuladas en la grabación de seguridad por Serafina lo que le dio una nueva oportunidad para desacreditar al equipo. Mejorarán los poderes de los gemelos de modo que ahora producen una poderosa explosión de calor al tocarse.
Hablaban de una próxima fuerza destructiva que permitiría sobrevivir a una sola raza. Teniendo en cuenta que consideraban a los seres humanos y los mutantes contrarios a su propia supervivencia era poco probable que los Niños fuesen mutantes.
Después de enviar a unos más poderosos Northstar y Aurora a matar a Creed y los X-Men, Serafina y Perro observaron desde la distancia. El ataque sorpresa tuvo inicialmente éxito, muriendo aparentemente Iceman y causando heridas graves a muchos de los X-Men. Por suerte Aurora fue derrotada gracias a la manipulación de Mística y a la recuperación (aunque incompleta) sorpresa del Hombre de Hielo y Northstar fue derrotado por los esfuerzos combinados de Pícara y Cable.
En los interrogatorios posteriores a la pelea, Cable sabe a través de Creed que sus enemigos eran conocidos como "Los Hijos de la Cámara" y que no eran ni mutantes ni humanos y lo querían muerto simplemente por conocer su existencia. ÉL tuvo una cierta dosis de placer al revelar esto ya que puso a los X-Men "en la lista de especies en peligro de extinción", junto con él mismo.
Mientras tanto, Serafina usó sus habilidades de camuflaje para infiltrarse en la mansión directamente. Ella era invisible para los telépatas y sólo Lobezno fue ligeramente consciente de que algo andaba mal. Fácilmente se dirigió a Lady Mastermind que estaba herida en la enfermería y secuestró sus poderes para atrapar a Bala de Cañón en una ilusión.
Logan se dio cuenta de que estaba allí y logró liberar a Samuel, sólo para que ambos fueron noqueados por ella. Fácilmente eliminó a Lobezno poniendo su esqueleto de adamantium en su contra, envenenándolo. Luego derrotó a Bala de Cañón y los dejó para volver con sus compañeros de equipo. Volvió al Conquistador, que los niños todavía estaban usando como base y que había sido reacondicionado para que pudiera volar y se dirigieron directamente hacia Nueva York. Pícara y su equipo, que ahora incluía a Lady Mastermind, Dientes de Sable y Centinela Omega, lograron rastrear el paradero de la nave y decidieron enfrentarse a los niños. Sin embargo, pronto se dieron cuenta de que los niños no eran como nadie al que se hubieran enfrentado antes y fueron sometidos fácilmente, con Iceman siendo vaporizado rápidamente por Fuego y con  el Conquistador acercándose al Instituto Xavier, dispuesto a destruir a todos los mutantes que estuvieran dentro.
Sin embargo, incluso encadenados, los X-Men fueron capaces de defenderse destruyendo las armas que hubieran arrasado la escuela y matando a varios de los niños como Sangre, Aguja (Lady Mastermind proyectó una ilusión para que la niña se pareciera a ella y Fuego la incineró) y Fuego (murió cuando Iceman se rehízo de nuevo y lo congeló completamente). Con su último aliento, Sangre (que fue herido de muerte por Mística al dispararle con balas de termita), trató de lanzar El Conquistador hacia la escuela, pero fue detenido en el último minuto por Bala de Cañón y los Centinelas O.N.E. Muchos de los niños se las arreglaron para escapar de la batalla con vida, como Perro, dejando atrás tres mil cadáveres de animales modificados para parecerse a ellos y así los X-Men creyeran que habían muerto en la explosión de la nave. Luego escaparon a Ecuador, a refugiarse en las instalaciones abandonadas del Centinela, una vez utilizadas por Cassandra Nova y pasaron a ser liderados recientemente por la misteriosa Cadena.
Los X-Men seguirían utilizando El Conquistador capturado como base aérea de operaciones por algún tiempo. Después Cable lo destruiría, en Providence, en un intento fallido de destruir a Hecatombe mediante un colapso de su reactor de fusión interna.

### Colisión
Pícara y Magneto llevan a Indra junto con Anole y Loa de vuelta a su casa en Bombay a visitar a su familia. Sin saberlo ninguno, los padres de Indra le han concertado un matrimonio arreglado en lugar de su hermano que se encuentra en estado de coma. Los X-Men y los estudiantes visitan un mercado local donde unas tormentas extrañas han dejado a varias personas, incluyendo el hermano de Indra, en estado comatoso. Durante una de esas tormentas, los mutantes se encuentran con una joven que les dice llamarse Luisa y que es un nuevo mutante con la habilidad de pintar con la luz. Ellos no tienen tiempo de preguntarle mas al llegar Centinelas para capturarla. Anole y Loa logran terminar con los Centinelas y los X-Men la llevan a casa de la familia de Indra, donde la rebelde chica al coquetear con Indra, enfurece a su padre al crear una pintura de luz en la que aparece su hijo y ella en la habitación abrazándose desnudos y besándose.
Magneto que sospecha de Luisa desde el principio le pregunta quién es en realidad, consigue que confiese que ella no es una mutante y proviene de algún lugar llamado Quitado. En verdad, su nombre era Luz y era de algún lugar llamado el Corredor, una ciudad flotante de alta tecnología, donde ella era una estudiante destinada a ser parte de algo llamado Angelfire. Sin embargo ella se rebeló contra su líder, una mujer llamada Corregidora, que la había encarcelado. Luz escapó de allí través de algo parecido a una membrana y terminando en Bombay durante la reciente tormenta. Rogue y Magneto, finalmente se enfrentan a ella en busca de respuestas, pero son interrumpidos por su pueblo, Los Hijos de la Cámara, con Serafina, Cadena y Perro, todos ellos todavía vivos.

## Miembros
Los miembros de Los Hijos de los Cámara son:
- Sangre (Blood): Líder de facto del equipo, tiene la piel de color gris que está hecha aparentemente de líquidos y gracias a sus avanzadas capacidades de manipulación de agua, puede producir burbujas utilizadas para sofocar a sus víctimas entre otras cosas. Tiene un cuerpo acuático que no se puede dañar fácilmente.[5] Durante la lucha en el Instituto Xavier, Mística disparó a Sangre con balas de termita que evaporaron el agua de su cuerpo cuando explotaron, matándolo.

- Perro (Dog): Posee una fuerza sobrehumana, invulnerabilidad y control de la gravedad. Un hombre enorme, hambriento de peleas, Perro es el músculo de los Hijos de la Cámara y siempre está en busca de bronca. A pesar de ser el típico "ladrillo" del equipo, es muy inteligente y se expresa muy bien.[6]

- Serafina (Seraphim): Tecnopata, ella es capaz de interactuar mecánicamente con maquinaria y otras personas. Con los poderes de otros puede mejorar y controlar sus poderes. Sus sentidos humanos están magistralmente mejorados también. Puede diferenciar con su mirada entre ilusiones psiónicas y la realidad. También es capaz de detectar los datos genéticos y bioquímicos hasta el nivel molecular. Esto la convierte en una rastreadora extraordinaria, capaz no sólo de trazar la trayectoria de un objetivo, sino también identificar cualquier persona u objeto que pudiera haber tocado y reconocer los cambios sutiles en la química de su cuerpo o el metabolismo, tales como cambios en los niveles de adrenalina o la frecuencia del pulso. También puede manipular ingredientes bio-moleculares hasta cierto punto.[5]

- Aguja (Needle): Posee poderes que incluyen la proyección de rayos de energía y campos de fuerza.[5] Durante la batalla contra los X-Men, Lady Mastermind proyectó una ilusión para hacer que Aguja se pareciera a ella haciendo que Fuego la matara por error.

- Fuego (Fire): Al igual que Fuego Febril o Ghost Rider, tiene la apariencia de un esqueleto en llamas. Posee poderes de magma que son alimentados por la energía que recibe de su entorno.[5] Fue asesinado por Iceman.

- Cadena (Chain): La nueva líder de los niños después de la aparente desaparición de Sangre, tiene un globo de luz que rodea su cabeza y con el que puede manipular cadenas eléctricas.[1]

- Luz (Light): Ella tiene la capacidad de manejar y manipular la luz, "pintándola" o plasmándola en todo lo que ella desea. Puede manipular la luz y proyectar hologramas de acontecimientos actuales que suceden en otros lugares.

- Corregidora (Mayor): Puede implantar sugerencias en las mentes de otros mediante hechizos verbales. Ella dirige la Casa de las Correcciones. Su arma es un cuchillo. Al parecer guarda rencor a los X-Men desde su último encuentro.

- Martillo (Hammer): Posee fuerza y resistencia sobrehumana; utiliza un gran martillo en las batallas.

- Olvido (Forgetfulness): Capaz de llevar cualquier cosa dirigida a ella hacia lo que llama "el vacío" y devolvérselo de nuevo a sus oponentes en su propia forma de energía.

- Rana (Frog): Se puede combinar físicamente con el cuerpo de un oponente hasta poseerlo y atacarlo desde el interior.

- Piedra Dura (Rock-hard): Tiene forma de piedra maciza, sin sangre y puede mejorar su masa y su dureza.

Aproximadamente tiene 3.000 miembros como se pone en evidencia en X-Men #193.